# Abdülmecit II
Abdülmecit II fou el darrer califa.

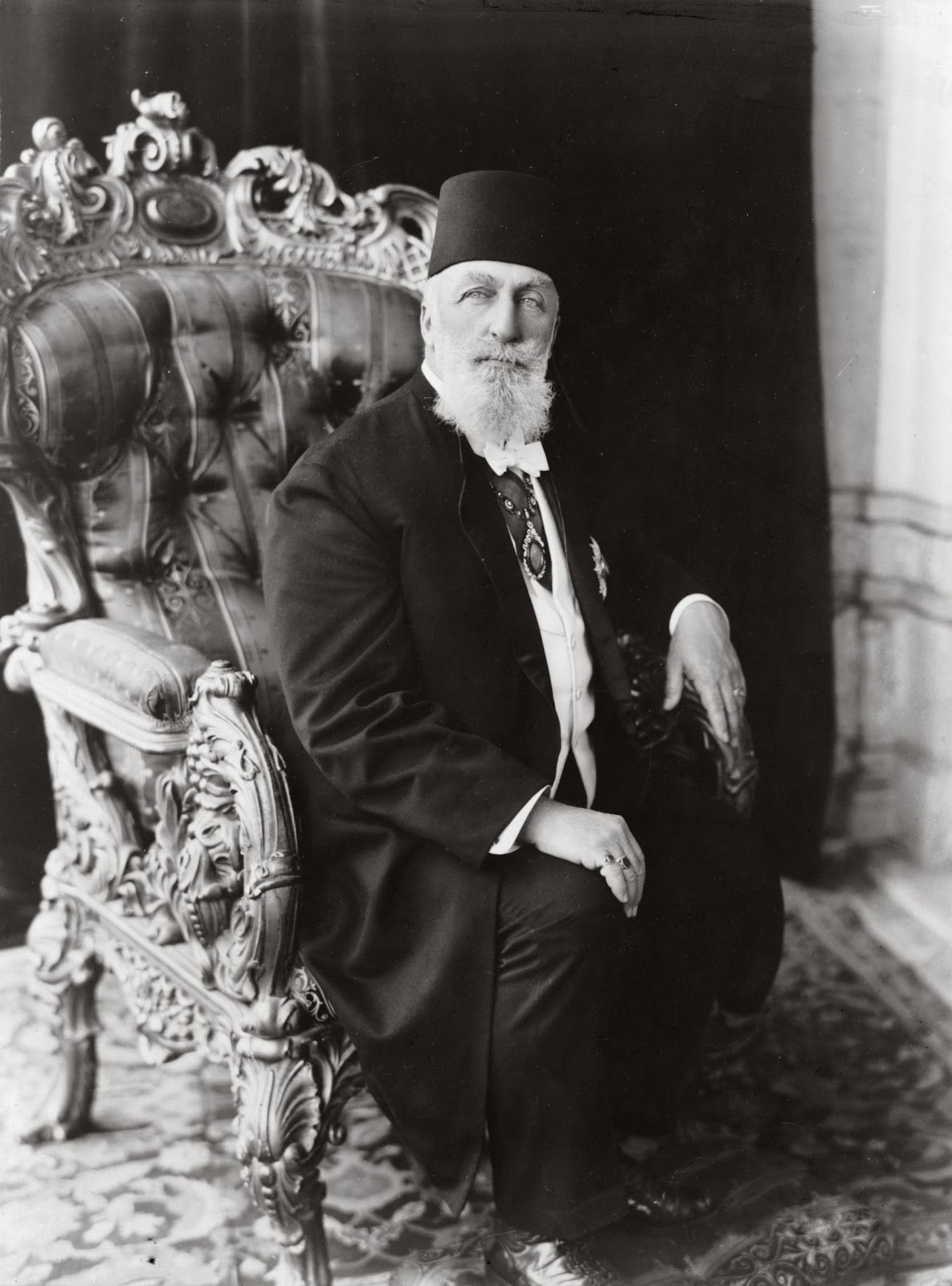
Abdülmecit II, darrer califa.

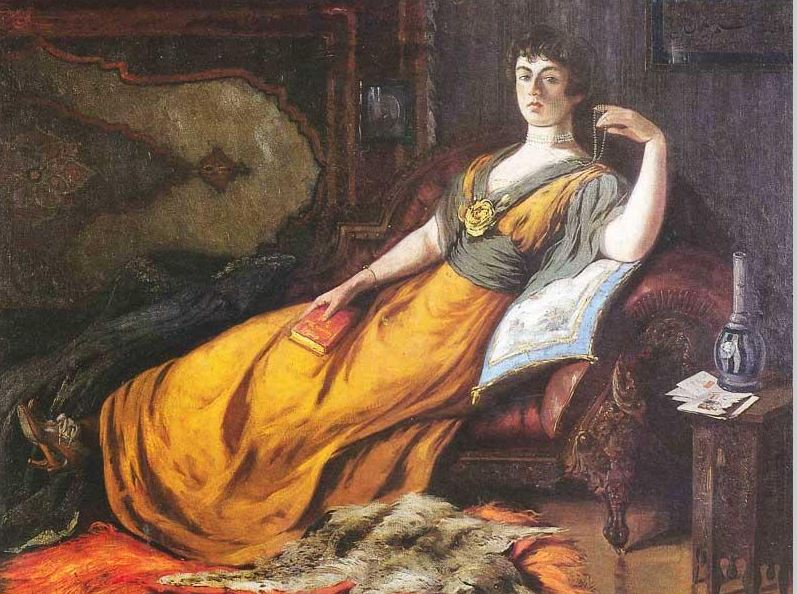
Haremde Goethe, o "Goethe en el Harem", on describe la seva esposa llegint Goethe.

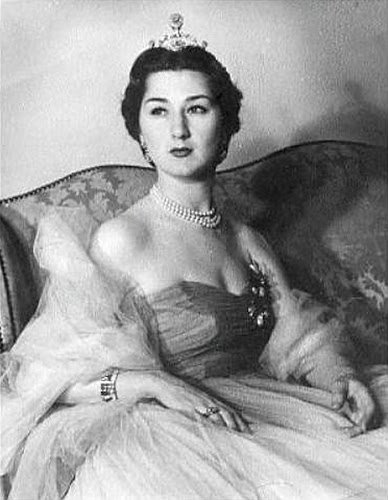
Princesa Fatma Neslişah Hanımsultan, la seva neta

Fill del soldà Abdülâziz, fou escollit califa per la Gran Assemblea Nacional de Turquia el 19 de novembre de 1922. Va succeir el seu cosí Mehmet VI que l'endemà de l'abolició del soldanat l'1 de novembre de 1922, es va refugiar en un vaixell de guerra britànic i abandonar Istanbul.
Durant uns mesos tots els que s'oposaven al nou règim organitzat per Mustafa Kemal a Ankara, es van reagrupar a l'entorn del califa que en la pràctica no tenia cap poder. Mustafa Kemal va tallar tota perspectiva i va fer proclamar la república el 29 d'octubre de 1923 i poc més de quatre mesos més tard, el 3 de març de 1924, va fer votar per la gran assemblea nacional l'abolició del califat. L'endemà Abdülmecit II va abandonar Turquia el 4 de març cap a l'exili.
També era pintor. Va morir a París el 23 d'agost de 1944.
La seva neta Fatma Neslişah va ser princesa en Egipte en casar-se amb el príncep Muhammad Abdel Moneim.